# 4348 Poulydamas
4348 Poulydamas (1988 RU) là một Trojan của Sao Mộc được phát hiện ngày 11 tháng 9 năm 1988, bởi Carolyn S. Shoemaker ở Palomar.